# لویی-اوژن کاوینیاک
لویی-اوژن کاوینیاک (انگلیسی: Louis-Eugène Cavaignac؛ ۱۵ اکتبر ۱۸۰۲ – ۲۸ اکتبر ۱۸۵۷) سیاست‌مدار و ژنرال فرانسوی که شورش‌های پاریس در سال ۱۸۱۴ یا شورش روزهای ژوئن را سرکوب کرد.
وی همچنین برندهٔ جوایزی همچون لژیون دونور شده‌است.